# Anisostylus elongata
Anisostylus elongata är en insektsart som beskrevs av Fowler. Anisostylus elongata ingår i släktet Anisostylus och familjen hornstritar. Inga underarter finns listade i Catalogue of Life.